# Neu-Elfgen

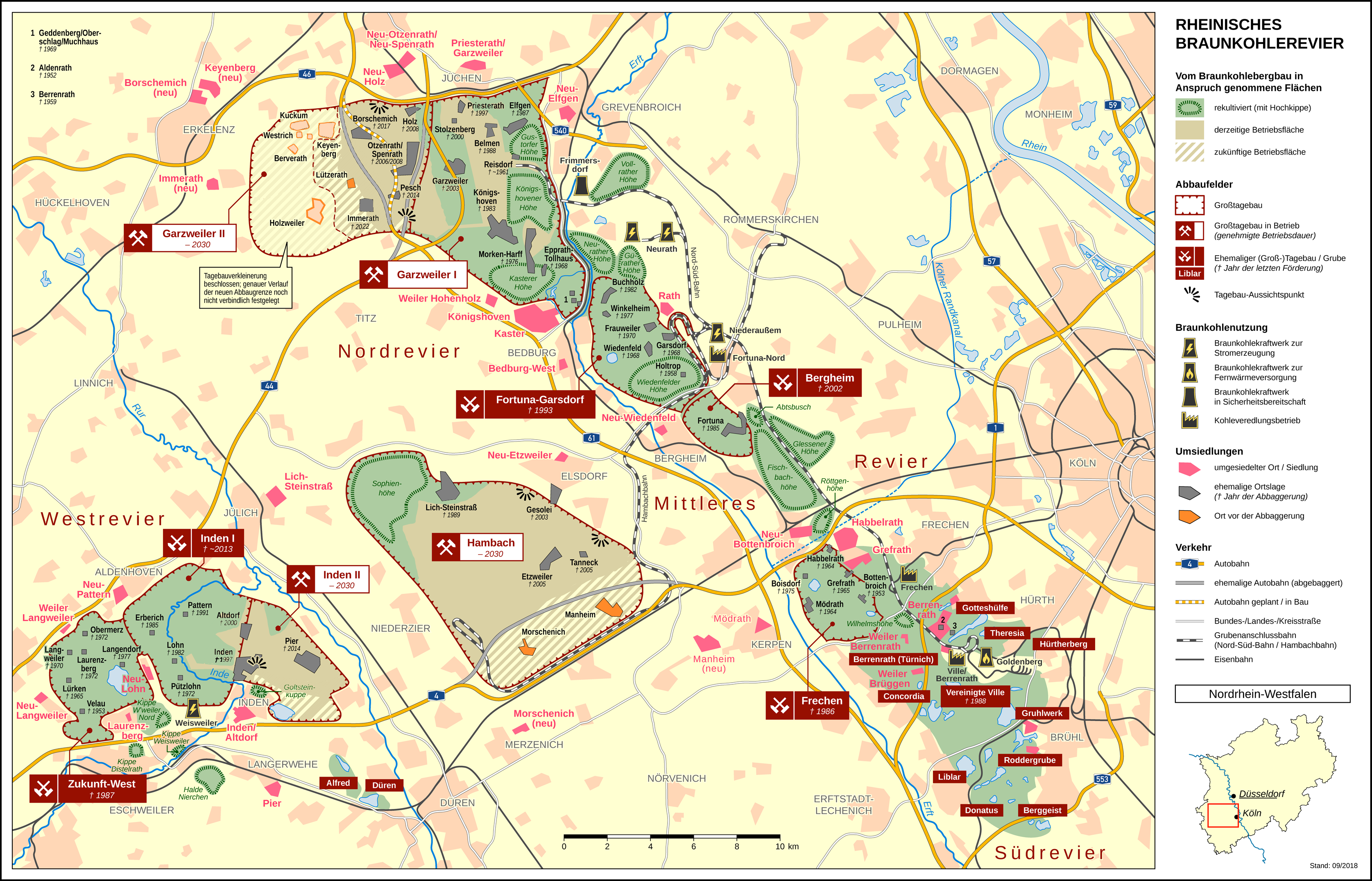
Lage von Neu-Elfgen sowie des ehemaligen Ortes Elfgen im Rheinischen Braunkohlerevier

Neu-Elfgen ist ein Stadtteil der Stadt Grevenbroich im Rhein-Kreis Neuss. Er hat 1716 Einwohner (Stand: 31. Dezember 2022).

## Lage
Neu-Elfgen grenzt im Osten an die Eisenbahnlinie Neuss-Grevenbroich-Bergheim, im Süden an die Ortschaft Laach und im Norden an Elsen.

## Geschichte
Der alte Ort Elfgen gehörte im Mittelalter und in der frühen Neuzeit zum Amt Hülchrath des Kurfürstentums Köln. 1794 besetzten französische Truppen den Ort. Verwaltungsmäßig kam der Ort nun an die Mairie Elsen im gleichnamigen Kanton im Arrondissement Cologne im Département de la Roer. 1815 kam der Ort an das Königreich Preußen. Ein Jahr später entstand die Gemeinde Elfgen, die zum Kreis Grevenbroich und 1929 zum Landkreis Grevenbroich-Neuß kam. Inzwischen gehörte die Gemeinde Elfgen zum Amt Elsen, dieses wurde 1930 mit dem Amt Grevenbroich vereinigt. Als 1937 das Amt Grevenbroich aufgelöst und Elsen in die Stadt Grevenbroich eingemeindet wurde, kam die Gemeinde Elfgen in das Amt Jüchen. 
Im Jahr 1949 wurde das Westfeld des Tagebau Frimmersdorf, welches später im Tagebau Garzweiler aufging, aufgeschlossen. Zu Beginn der 1950er-Jahre wurde bekannt, dass die Dörfer Elfgen und Belmen im künftigen Abbaugebiet liegen und umgesiedelt werden sollten. Für das neue Dorf Elfgen wurden zwei Standorte diskutiert: Jüchen-Herberath (zwischen Gierath und Jüchen gelegen) sowie eine Lage zwischen Grevenbroich-Elsen und Laach. Am 3. Mai 1959 waren die Einwohner, die das 21. Lebensjahr vollendet hatten, aufgerufen, über den neuen Standort abzustimmen. Die Entscheidung fiel mit 78 % auf Grevenbroich-Elsen. Die Gemeinde Elfgen wurde 1964 in die Stadt Grevenbroich eingemeindet. Bis Ende der 1970er-Jahre waren die Umsiedlung nahezu abgeschlossen und der neue Ort entwickelt. Die letzten Gehöfte und die Kirche des alten Dorfes wurden in den 1980er-Jahren abgerissen. 

### Religion
- Katholische Kirche St. Georg

Die Pfarrkirche ist dem heiligen Georg geweiht, somit ist das Patronatsfest jährlich am 23. April. Erstmals wurde eine Elfgener Kapelle im Jahr 1069 schriftlich erwähnt. Hierbei handelte es sich aber nicht um eine Eigenkirche, da Elfgen zu dieser Zeit noch der Pfarrei Gustorf angehörte. 

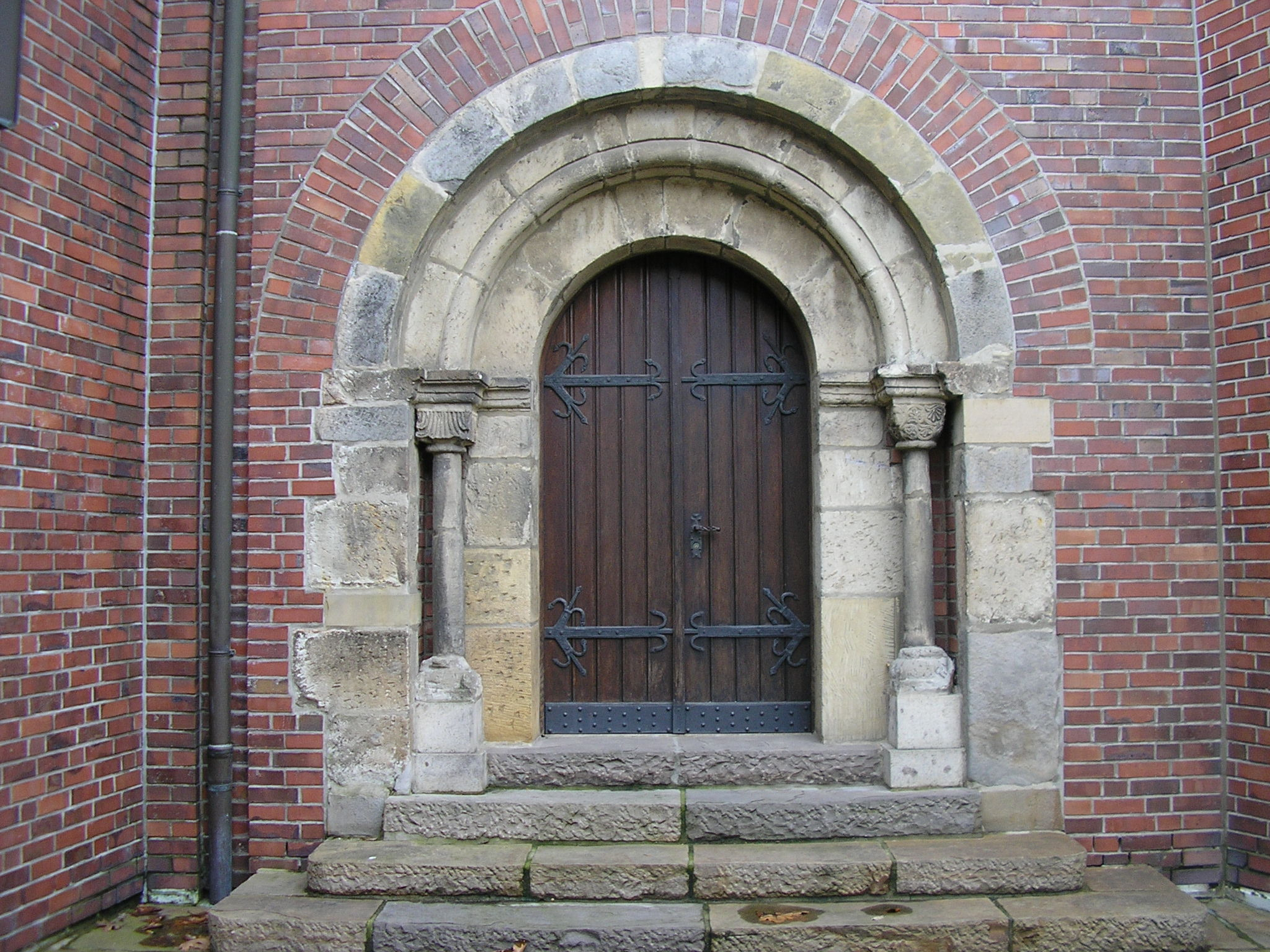
Romanisches Portal von St. Georg

1663 wurde sie dann zu einer Pfarrkirche erhoben. Mitte des 18. Jahrhunderts wurde die Kirche wegen Baufälligkeit nach einem Brand neu aufgebaut. Im Jahr 1932/33 folgte eine Erweiterung durch Öffnung der nördlichen Seitenwand. 
Im Oktober 1985 wurde die alte Elfgener Kirche im Rahmen der Umsiedlung des Ortes wegen des Tagebaus abgerissen.
Etwa zwei Kilometer nordöstlich entstand in dem neu angelegten Dorf Neu-Elfgen nach dem Entwurf des Architekten und Stadtplaner Günter Quasten eine größere moderne Kirche. Um den Wurzeln der Kirche gerecht zu werden, wurde das romanische Portal aus der alten Kirche ausgebaut und in den Neubau integriert. Heute ist die Pfarre Bestandteil des Pfarrverbandes Grevenbroich Elsbach/Erft.

### Einwohnerentwicklung
- 1933: 770[3]
- 1939: 786[4]
- 31. Dezember 2005: 1.237[5]
- 31. Mai 2006: 1.235[6]
- 31. Dezember 2010: 1.293[7]
- 31. Dezember 2013: 1.271
- 31. Dezember 2014: 1.782[8]
- 31. Dezember 2015: 1.774[9]
- 31. Dezember 2016: 1.757[10]
- 31. Dezember 2017: 1.778[11]
- 31. Dezember 2018: 1.765[12]
- 31. Dezember 2021: 1723[1]
- 31. Dezember 2022: 1716[1]

## Verkehr
Neu-Elfgen liegt in der Nähe der Anschlussstelle Grevenbroich-Gustorf der Autobahn A 540, Schienenanschluss besteht am Bahnhof Grevenbroich.